# October Films
October Films è stata una casa di produzione e distribuzione cinematografica statunitense, fondata appositamente nel 1991 da Bingham Ray e Jeff Lipsky per l'uscita di Dolce è la vita di Mike Leigh.
Nel 1997 la PolyGram Films, di proprietà della Philips, ne acquistò una quota di maggioranza; due anni più tardi lo stesso studio cinematografico vendette la propria parte all'imprenditore Barry Diller. USA Films fu creata combinando October Films, Gramercy Pictures e Rogue Pictures.
Nel 2002 fu Vivendi a creare, da Universal Focus e Good Machine, la Focus Features.

## Produzioni e coproduzioni (parziale)
- A Room for Romeo Brass, regia di Shane Meadows (1999)